# Alfhild Agrell
Alfhild Agrell, nata Martin (Härnösand, 14 gennaio 1849 – Flen, 8 novembre 1923), è stata un'attrice e scrittrice svedese.
Nata da Erik Johan Martin e Karolina Margareta Adolphson, una commerciante di dolciumi, dal 1868 al 1895 fu sposata con il mercante di Stoccolma A. Agrell.
Pubblicò i suoi primi lavori sotto gli pseudonimi di Thyra, Lovisa Petterqvist e Stig Stigson. Fu autrice di numerose opere teatrali e di notevoli racconti umoristici.
Tra le sue opere principali, tre drammi di ispirazione ibseniana: Räddad, ("Salva", 1883), Dömd ("Condannata", 1884) e Ensam ("Sola", 1886).
Fu attiva nel movimento di emancipazione della donna.